# Caledonian Sleeper
Caledonian Sleeper est la marque commerciale donnée depuis 1996 à la liaison nocturne en voitures-lits du train rapide Calédonien entre Londres (gare d'Euston) et les villes d'Écosse, empruntant l'itinéraire occidental de la West Coast Main Line. 

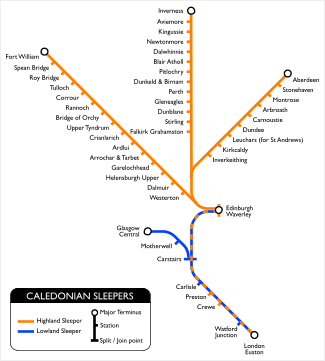
Réseau du Caledonian Sleeper.

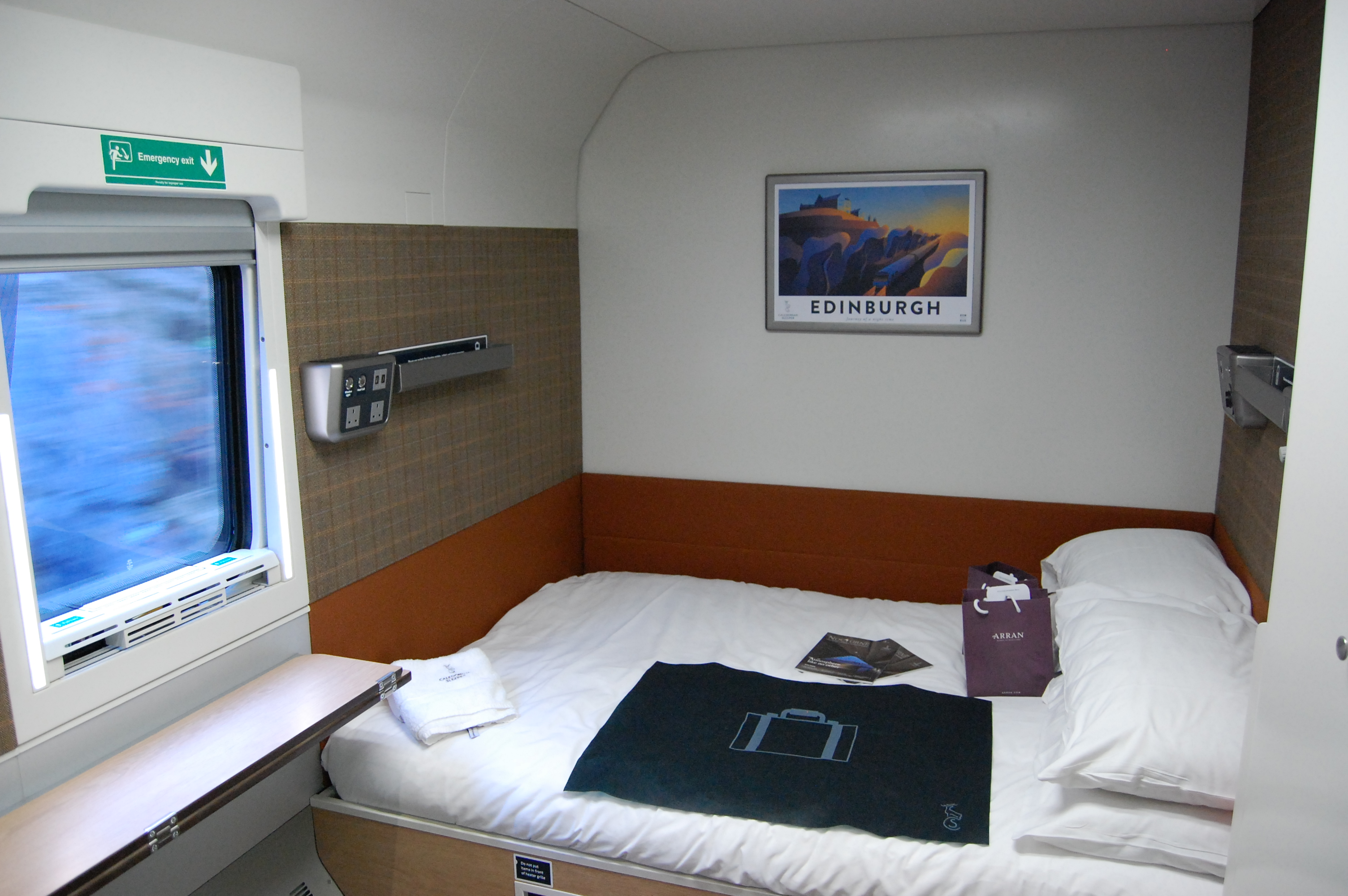
Cabine à lit double en première classe (Mark 5).

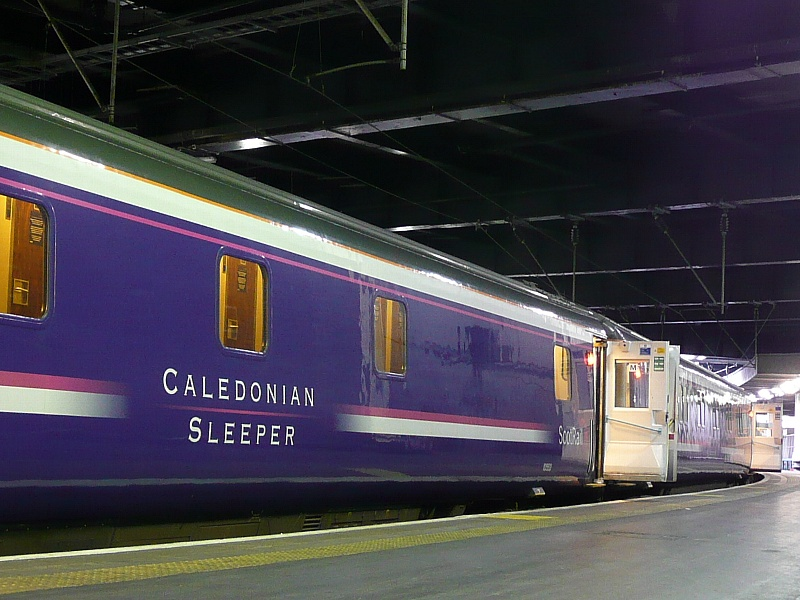
Rame du Caledonian Sleeper en gare d'Euston à Londres en 2007.

Exploitée par Serco Group à partir de mars 2015, elle est reprise en juin 2023 par Scottish Rail Holdings, entreprise publique sous le contrôle de l'autorité de transports écossaise.
Le réseau Caledonian Sleeper assure les liaisons entre Londres et cinq gares terminus en Écosse : Édimbourg, Glasgow, Aberdeen, Inverness et Fort William ainsi que certaines gares intermédiaires (Dundee, Stirling, Perth…).
La rame est constituée de voitures-lits comportant des cabines à un lit en première classe et à deux lits superposés en deuxième classe (tous les deux avec coin lavabo), et d'une voiture-salon-bar, aménagée avec canapés et tables, proposant une restauration légère.
Le constructeur ferroviaire espagnol CAF a fourni au réseau ferroviaire britannique les trains de nuit Caledonian Sleeper.

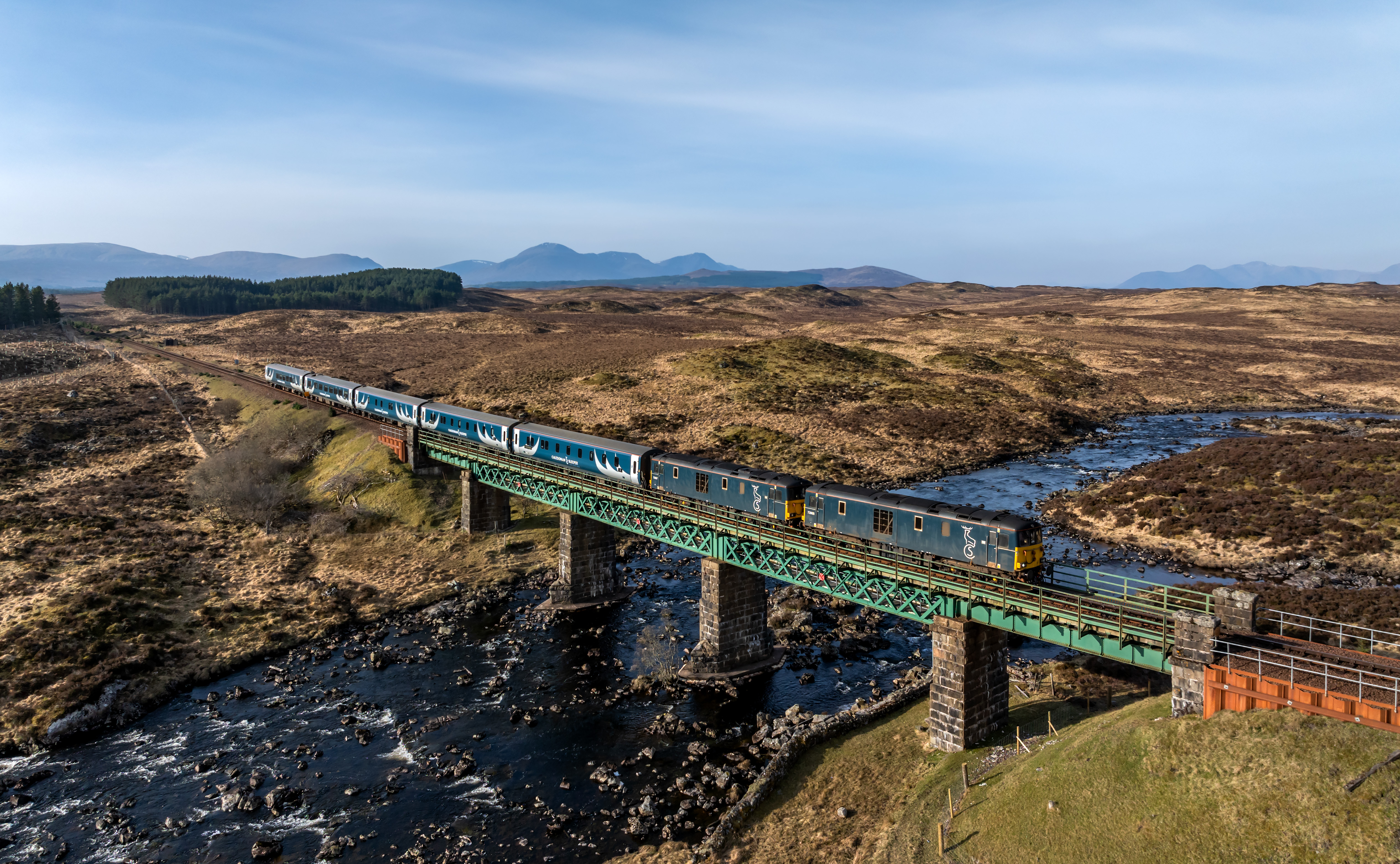
Une rame du Caledonian Sleeper franchissant la rivière Gaur dans le Perth and Kinross (Écosse).